# Marco Dufner
Marco Dufner (* um 1990 in Zell-Weierbach) ist ein deutscher Jazzmusiker (Schlagzeug).

## Leben und Wirken
Dufner trat mit zwölf Jahren erstmals im Musikverein Zell-Weierbach als Solist auf. Er erhielt an der Offenburger Musikschule bei Daniel Schay Schlagzeugunterricht. Als Jugendlicher spielte er in der Jazzcombo Froots unter Leitung von Gernot Ziegler. Mit 17 Jahren wurde er Mitglied des Landesjugendjazzorchester Bayerns unter der Leitung von Harald Rüschenbaum. Er absolvierte ein Jazzstudium an der Hochschule für Musik Würzburg bei Bill Elgart und Bastian Jütte. Anschließend zog er nach München, wo er 2016 an der Hochschule für Musik und Theater sein Master-Studium abschloss.
Bereits während des Studiums gehörte Dufner zur Jazzrausch Bigband. Daneben arbeitete er im BamesreiterSchwartzOrchestra und ist an deren Tonträger für Okeh Records beteiligt.
Dufner gründete 2015 gemeinsam mit Moritz Stahl, Robin Jermer und Tilman Brandl Brandl die Formation Ark Noir, die als Quintett (mit Sam Hylton) bis 2022 zwei Alben bei Enja veröffentlichte. Weiterhin spielt er bei Homo Ludens. Mit der Jazzrausch Bigband ist er auf den Alben Dancing Wittgenstein,  techne und Emergenz zu hören.

## Preise und Auszeichnungen
Dufner errang einen Ersten Preis beim Landeswettbewerb Jugend jazzt. 2010 war er Finalist beim deutsch/tschechischen Jazz-Wettbewerb JazzPrix. 2011 erhielt er einen Sonderpreis beim Krokus Jazz Festival in Jelena Gora.